# Xoja-Abdulxoliq-Gʻijduvoniy-Komplex
Xoja-Abdulxoliq-Gʻijduvoniy-Komplex ist ein architektonisches Denkmal (12.–15. Jahrhundert), das sich 50 km von Buxoro in der Stadt Gʻijduvon (Viloyat Buxoro, Usbekistan) befindet.
Der Komplex entstand um das Grab des berühmten sufischen Scheichs, dem Gründer der unabhängigen Schule des Mystizismus und des Hodjagon-Ordens in Zentralasien, Abd al-Khalik ibn Abd al-Jalil al-Gijduvani.

## Geschichte
Xoja Abdulxoliq Gʻijduvoniy war der erste Vertreter der Sieben Weisen in Buxoro. Er wurde als Hodschai Dschahan bekannt und ist der Gründer der sufistischen Schule.
Der Komplex besteht aus dem Mausoleum von Xoja Abd Abdulxoliq Gʻijduvoniy, der Medrese von Ulugh Beg, einer Moschee und einem Houz. Zur Zeit von Xoja Abd Abdulxoliq Gʻijduvoniy war das Mausoleum ein Chilikhona, wo die Menschen während der quälenden Hitze der vierzig Tage kamen, um zu beten. Dieser heilige Ort wurde später zum begehrten Ort der Anbetung.
Aufgrund der außergewöhnlichen Beliebtheit des Grabes von al-Gijduvani unter den Muslimen der Region befahl der berühmte Herrscher Mirzo Ulugh Beg den Bau einer Medrese an diesem Ort, die im Jahr 1433 fertiggestellt wurde. Die Moschee in diesem Komplex wurde während der Herrschaft von Shaybani Ubaidullah Khan Buchara (1539–1550) errichtet. Im Jahr 1583 wurden die Medrese und die Moschee während der Herrschaft von Abdullah Khan II (1583–1598) repariert.
Eine Inschrift der Verse 1–7 der Sure al-ʿAlaq befindet sich an der Fassade der Medrese, die im Jahr 2003 restauriert wurde. Diese Notizen sind in Sulus-Schrift (arabisch: ein Drittel, eine kalligrafische Schrift) geschrieben. Die meisten von ihnen sind jedoch zerfallen. Im Jahr 1946 wurde ein Teil der Aufzeichnungen in der Medrese von Ulugbek wiederhergestellt. Das Grabmal von Abd al-Khalik Gijduvani besteht aus Stein und an den Seiten steht der elfte Āya der Sure „al-Mudschadala“ aus dem Heiligen Koran. An den kurzen Seiten des Grabmals befindet sich eine Epitaphie.
Im Jahr 2003 wurde auf Initiative der UNESCO und gemäß dem Beschluss des Ministerrats der Republik Usbekistan vom 4. Dezember 2002 das 900-jährige Jubiläum der Geburt von Abd al-Khalik al-Gijduvani weitreichend gefeiert. Die Restaurierung des Komplexes und die Jubiläumsveranstaltungen wurden vom Präsidenten der Republik Usbekistan, Islom Karimov, geleitet. Umfangreiche Restaurierungs- und Verschönerungsarbeiten wurden auf einer sechs Hektar großen Fläche durchgeführt. An den Feierlichkeiten nahmen der Präsident Karimov sowie Gäste aus der Republik Karakalpakistan, Taschkent und anderen Regionen des Landes teil, ebenso wie Vertreter der UNESCO und verschiedener internationaler Organisationen. Das Staatsoberhaupt besichtigte den Gedenkkomplex des großen Theologen Abd al-Khalik Gijduvani.